# 神の一覧
神の一覧（かみのいちらん）では、各神話の神を列記する。
凡例：日本語名（英語名）
一覧は、ウィキペディア日本語版に多数の記事がある神話は五十音順、他言語版ウィキペディアの記事へのリンクが大勢を占める神話はアルファベット順になっている。
各単語の定義も参照されたい : 神、女神、仏、神話、宗教、聖典、世界の宗教。

## 中近東

### アブラハムの宗教
ユダヤ教、キリスト教、イスラム教は、同じ神を信じている。しかし、ユダヤ教徒とイスラム教徒は神を、厳格な唯一神教的な語として思い浮かべるのに対して、ほとんどのキリスト教徒の神は三位一体として存在すると信じている。

#### ユダヤ教
モーセの十戒の1つ、出エジプト記 20章7節の命令を根拠として、ユダヤ教においては古代から神の名を発音することを避けてきた。このため、現在では正確な呼称を知っている者は少なく、祭司家系の者たちの間で口伝されるのみであると伝えられる。

#### キリスト教
歴史的には、キリスト教はひとりの神を信じ、「神」として知られ、ひとりの神また神格を成す神聖な三者（三位一体）を信じると公言した。（参照 : アタナシウス信経）。
そのため、三位一体論的一神論者であるキリスト教徒がほとんどであるが、中にはそれに異議を唱える者もいる。以下の記事を参照。
アリウス派、ユニテリアン主義、例えば末日聖徒イエス・キリスト教会、エホバの証人。これら反三位一体論のグループは、ただひとりの父なる神が神であると信じている。末日聖徒は父と子イエス・キリストと聖霊とが三つの別個の神々を成すと信じている。エホバの証人はエホバ(ヤハウェ)はイエス・キリストより上位であり、聖霊は神の活動する力であると信じている。

#### イスラム教
アッラーフはイスラム教のもっとも伝統的な神を表す言葉である（固有名詞ではない）。イスラム教の伝統はまた99の神名も語る。ユダヤ教やキリスト教よりもある意味では詳細に神の存在の状態を定義しており、キリスト教で伝える三位一体は明確に否定し、その実態については「目なくして見、耳なくして聞き、口なくして語る」物理的な要素はない精神と力のみの存在としている。

#### その他
二つの小宗教はアブラハムの宗教のどの区分にもまったく該当しない。ラスタファリ運動はジャーを崇拝し、バハイ教もユダヤ教、キリスト教、イスラム教と同じ神を崇拝する。

### エジプト神話の神々
エジプト神話の神々は実在の動物と関連する姿をとることが多い。
- アトゥム - 創造神の一柱。
- アテン - 太陽の光の化身。
- アヌビス - 冥界の神。ミイラ作りの神。リコポリスの守護神。
- アペプ - 闇と混沌の象徴。
- アメン - 雄羊の神。
- イシス - 魔法の女神。ネフテュスの姉妹。
- イムホテプ - 知恵、医術と魔法の神。
- ウアジェト - コブラの女神。
- オシリス - 冥府の神。
- クヌム - 創造神の一柱。
- ゲブ - 大地の神。
- ケプリ - スカラベ、日の出の化身。
- コンス - 風の神。
- シュー - 大気の神。
- セクメト - 戦闘の女神。ライオンの頭を持つ。
- セト - 嵐、戦争、砂漠[1]の神。アヌビスの父ともいわれる。
- セベク - ワニの神。
- セルケト - サソリの女神。イシスの従者。
- ソプデト - シリウス星の女神。
- タウエレト - カバの女神。
- テフヌト - 天候の女神。秩序、公正、時、天国と地獄の守護神。
- トート - 月、製造、著述、幾何学、知恵、医術、音楽、天文学、魔術の神。
- ネイト - 戦いの女神。偉大なる母なる女神。
- ネクベト - ハゲタカの女神。
- ヌト - 天国と空の女神。
- ヌン - 原始の海。
- ネフテュス - アヌビスの母。
- バステト - ネコの女神。
- ハトホル - 愛の女神、音楽の女神、ホルスの妻。
- ハピ - ナイル川の神、豊穣の神。
- プタハ - 創造神の一柱。
- ヘケト - 蛙の女神。
- ベス - 出産や娯楽、保護の神-魔神（?）
- ホルス - 隼の頭を持つ神。
- ホルスの4人の息子 - 4個のカノプス壷を人格化した神。
  - イムセティ(en)
  - ハピ(en)
  - ドゥアムトエフ(en)
  - ケベフセヌエフ(en)
- マアト - 真理、調和、秩序の女神。
- マヘス（maahes） - ライオンの頭をもつ戦闘の神。
- メンヒト（Menhit） - 雌獅子の神。
- モンチュ - 戦争の神。
- ムト - アメンの妻。ムートとも。
- ラー - 太陽神。アヌビスの父ともいわれる。
- メジェド

参照：エジプト観光省のエジプトの神々膨大な資料

### メソポタミア神話の神々
メソポタミア地方に伝わる神話の総称。シュメール神話とアッカド神話から成る。
- アンシャル - 天の父。
- アヌ - 最高の天の神
- アプスー - 神々と地下世界の海の支配者
- アッシュール - アッシリアの国家神。
- ダムキナ - 地球の母なる女神
- エア - 知恵の神。
- エンリル - 天候と嵐の神。
- ニヌルタ - 戦争の神。
- アダド - 天候の神。
- イシュタル - 愛の女神。
- キングー - ティアマトの夫。
- キシャル - 地を司る女神（アンシャルの妻にして妹）
- マルドゥク - バビロニアの国家神。
- ムンム - 霧の神。
- ナブー - 知恵と書紀の神。
- ニントゥ - 全ての神々の母
- シャマシュ - 太陽と正義の神。
- シン - 月の神。
- ティアマト - 原初の女神。
- ラフム - アプスーとティアマトの子。ラハムの夫。アンシャルとキシャルの父。
- ラハム - アプスーとティアマトの娘。ラフムの妻。アンシャルとキシャルの母。

#### シュメール神話の神々
シュメール神話の神々。
- アン
- エンキ
- エンリル
- イナンナ
- ナンム
- ナンナ
- ニンフルサグ
- ニンリル
- シン
- ウトゥ

#### アッカド神話
シュメール人を支配したアッカド人が継承した神話。言語によりバビロニア神話とアッシリア神話に分けられる。

##### バビロニア神話の神々
- エア
- ダムキナ
- ティアマト
- ナブー
- マルドゥク

##### アッシリア神話
- アッシュール(神)｜アッシュール
- イシュタル
- ナブー

### ウガリット神話の神々
ウガリット神話はアブラハムの宗教と民族的に近縁の神話体系。
- アーシラト - 神々の女王
- アシュタロテ - 豊穣多産の女神
- アナト - 愛と戦いの女神
- エール - 神を指す言葉
- コシャル・ハシス - 工芸神
- シャプシュ - 太陽神
- バアル／メルカルト - 嵐と慈雨の神
- モート - 炎と死と乾季の神
- ヤム＝ナハル - 海と川の神

### ヒッタイト神話の神々
ヒッタイトは紀元前15世紀頃現在のアナトリア半島に王国を築いた民族。（ヒッタイト神話も参照）
- アラル (Alalu)
- ヘバト（英語版） (Hebat)
- クマルビ（英語版） (Kumarbi)
- シャルマ (Sharruma)
- シャウシュカ（英語版） (Shaushka)
- テリピヌ (Telipinu)
- テシュブ（英語版） (Teshub) - 嵐・天候神。

### アルメニア神話
アルメニア神話はキリスト教が入るよりも以前の古代アルメニアで信仰されていた神話
- アストヒク - 愛と美貌・水源と湖の神
- アナヒット
- アラマズド - 太陽・光・豊穣の神
- ヴァハグン - 太陽・火・戦いの神
- ハイク・ナハペト
- 美麗王アラ

### ゾロアスター教の神々
- アフラ・マズダー - ゾロアスター教の最高神。
- アムシャ・スプンタ - アフラ・マズダーに従う7柱の善神。
  - スプンタ・マンユ
  - アシャ・ワヒシュタ
  - ウォフ・マナフ
  - フシャスラ・ワルヤ
  - スプンタ・アールマティ
  - アムルタート
  - ハルワタート - 水の神
- ヤザタ - アムシャ・スプンタに次ぐ地位の善神。
  - アータル - 火の神
  - アープ - 水神
  - アナーヒター - 川・水を司る神
  - ウルスラグナ - 英雄神
  - スラオシャ
  - ティシュトリヤ - 星、慈雨の神
  - ハオマ
  - フワル・フシャエータ - 太陽神
  - ミスラ - 英雄神、司法神、光明神、牧畜の守護神
  - ラシュヌ
- フラワシ - 万物に宿るとされる精霊。
- アンラ・マンユ - ゾロアスター教の最大の悪神
- ズルワーン

## 北アジア

### エヴェンキ族の神話
エヴェンキはシベリアの民族。
- ジャブダル

### ネネツ神話
（詳細はネネツ神話を参照）
- ヌム（英語版）
- ヤ・ネビャ（Ya-nebya、Я-небя） - 女神[2]。
- ンガ

## 東アジア

### 中国の神々
（詳細は中国神話を参照）
- 天
- 四神
- 四凶
- 盤古（ばんこ） - 創世神
- 三皇五帝の三皇
  - 伏羲氏 / 伏羲（ふっき、ふくぎ）
  - 女媧（じょか）
  - 神農氏
- 蒼頡（そうけつ） - 漢字の発明者
- 三清
- 玉皇大帝
- 西王母
- 東王父
- 八仙
- 関帝
- 哪吒（なた）
- 媽祖（まそ） - 航海・漁業の守護神
- 碧霞元君（へきかげんくん） / 天仙娘娘
- 北斗星君
- 南斗星君

### 道教の神々
道教は中国三大宗教（三教）の一つ。
- 元始天王（盤古） – 天地創造の神
- 天地人三才
  - 天皇 – 元始天王から生まれた神
  - 地皇 – 天皇から生まれた神
  - 人皇 – 地皇から生まれた神
- 伏羲
- 女媧
- 神農
- 黄帝 – 神農の後裔
- 顓頊（せんぎょく）
- 帝嚳（こく）
- 三清
  - 元始天尊（玉清） – 道士でないと近づき難い最も神格の高い最高神
  - 道徳天尊（太清・太上老君・老子）
  - 霊宝天尊（上清・太上道君）
- 九天応元雷声普化天尊（雷帝） – 雷神の最高神
- 五老
  - 西王母（九霊太妙亀山金母）
  - 水精
  - 黄老
  - 赤精
  - 東王公（東王父）
- 九天玄女
- 玉皇上帝（昊天上帝・天公） – 道教信仰者にとって事実上の最高神
- 斗母元君
- 五斗星君
  - 北斗星君 – 北斗七星の神格化
  - 西斗星君
  - 中斗星君
  - 南斗星君 – 南斗六星の神格化
  - 東斗星君
- 南極老人（寿星） – 南極老人星の神格化で七福神の寿老人・福禄寿と同一神とされることもある。
- 四霊星君（四神）
  - 青龍星君
  - 朱雀星君
  - 白虎星君
  - 玄武星君（玄天上帝） – 太極の分身とされる
- 雷公（五雷元帥） – 雷帝の部下
- 電母
- 三官大帝（三界公）
  - 下元水官大帝 – 水界の神
  - 中元地官大帝 – 地界の神
  - 上元天官大帝 – 天界の神
- 北辰五至尊
  - 天皇大帝（天帝） – 北極星の神格化
  - 紫微大帝
  - 天一大帝
  - 北辰大帝
  - 北斗大帝
- 九宮貴神
  - 招揺
  - 軒轅 / 黄帝
  - 太陰
  - 天一
  - 天符
  - 太一
  - 摂提
  - 咸池
  - 青龍
- 五岳神
  - 東岳大帝（泰山府君） – 泰山（山東省）の神
  - 南岳大帝 – 衡山（湖南省）の神
  - 中岳大帝 – 嵩山（河南省）の神
  - 西岳大帝 – 華山（陝西省）の神
  - 北岳大帝 – 恒山（山西省）の神
- 救済の神
  - 太乙救苦天尊 – 免罪の神
  - 清水祖師 – 国難打破の神
- 媽祖（天上聖母） – 航海の守護神
- 衣食神
  - 竈神 – かまどの神
  - 火神
- 財神
  - 関聖帝君（関帝） – 関羽を神格化した武神・財神
  - 五路財神
    - 趙玄壇 – 趙公明の神格化
    - 招財
    - 利市
    - 招宝
    - 納珍
- 冥界の神
  - 酆都大帝 – 地獄の最高神
  - 十殿閻君
- 斗母元君 – 仏教の摩利支天を取り込んだ神
- 学問の神
  - 文昌帝君 – 学問・科挙の神
  - 蒼頡 / 制字先師 – 漢字を作ったとされる神
- 生育の神
  - 碧霞元君（へきかげんくん）
  - 臨水夫人 – 安産の神
- 斉天大聖 – 孫悟空の神格化
- 芸能神
  - 伶倫 – 黄帝の臣で音楽の神
  - 田都元帥
  - 西秦王爺 – 唐の皇帝玄宗を神格化した芸能・芸術の神
- 医神
  - 保生大帝 – 病気治癒の医神
  - 華陀 – 医師の守護神
- 辟邪神
  - 石敢當（いしがんどう）
  - 方相氏
  - 鍾馗（しょうき）
  - 門神 – 悪霊の侵入を防ぐ神
  - 中壇元帥（哪吒）
- 鬼谷仙師
- 四海龍王
- 天仙娘々
- 張天師（張道陵）
- 劉猛将軍
- 東華帝君
- 至聖先師 – 孔子の神格化
- 紫姑神（紫姑、子姑、廁姑（厠）、茅姑、坑姑、坑三姑孃（嬢）） – トイレで殺害された女性の厠神[3]
- 椅仔姑（椅子姑） – 厠神[4]
- 籃姑（菜籃姑、籃仔姑） – 厠神[5]
- 城隍神／城隍爺（じょうこうしん） – 城壁都市の支配神
- 土地公 – 村落・郊外の守護神
- 后土神 – 墓の守護神
- 八仙
  - 李鉄拐
  - 鍾離権（しょううりけん）／漢鍾離
  - 呂洞賓
  - 藍采和
  - 韓湘子
  - 何仙姑
  - 張果老
  - 曹国舅（そうこっきゅう）
- 太歳星君
- 河伯 – 黄河の神
- 二郎神（じろうしん） – 治水の神
- 広成子
- 青面金剛
- 蒼天
- 歳徳神

### 日本の神々
神道、民間信仰で多数な神がおり、総称して「八百万（やおよろず）の神」といわれる。
日本神話において天津神・国津神の神々のなかでもとくに三柱の御子が尊いとされ、その天照大神は主神となっている。

### 仏教
仏教では神は扱われないが、数多くの仏（ほとけ）があり、神のように扱われる場合もある。

## インド・南アジア

### ヒンドゥー教の神々
ヒンドゥー教はインドやネパールで多数派を占める民族宗教。
- アディティ
  - アーディティヤ神群
- アグニ - 火神
- アシュヴィン双神
- アルダーナリシュヴァラ
- インドラ - 雷霆神。
- ウシャス
- ヴァーユ - 風神。
- ヴァイローチャナ
- ヴァス神群
- ヴァルナ
- ヴィシュヌ - 維持の神。
- カーラネミ
- カーリー - 戦いの女神。
- ガネーシャ
- カーマ - 愛の神。
- ガンガー - ガンジス川を神格化した女神。
- クベーラ - 富と財宝の神
- サヴィトリ - 太陽神
- サティー
- サラスヴァティー - 芸術・学問・知恵の女神
- シヴァ - 破壊の神
- スカンダ - 軍神
- スーリヤ - 太陽神
- ソーマ
- ダーキニー（荼枳尼天）
- ディヤウス - 天空神
- ヴィシュヴェーデーヴァ神群（英語版）
- ドゥルガー
- ナンディン
- ハヌマーン
- ハリハラ
- パールヴァティー
- パルジャニヤ
- プーシャン
- ブラフマー（梵天） - 創造の神。
- プリティヴィー
- ヤマ（閻魔）
- ラクシュミー
- ラートリー - 夜の女神
- ルドラ - 暴風雨神。
  - マルト神群／ルドラ神群
- ローカパーラ

## ヨーロッパ

### ギリシャ神話
ギリシア神話の固有名詞一覧も参照。
- アイテール - 原初神、天空神
- アスクレーピオス - 医神
- アストライオス - 星空の神
- アテーナー - 知恵、芸術、工芸、戦略の神
- アネモイ - 風の神々
  - エウロス - 東風
  - ゼピュロス - 西風
  - ノトス - 南風
  - ボレアース - 北風
- アプロディーテー／アフロディテ - 愛と美と性を司る神
- アポローン／アポロン - 太陽と光明と芸術を司る神
- アルテミス - 狩猟、純潔の神
- アレース - 戦を司る神
- イーアペトス - ティーターン族
- イーリス - 虹の女神
- ウーラノス - 天空神
- エーオース - 暁の神
- エリーニュス - 復讐の女神達
  - アレークトー
  - ティーシポネー
  - メガイラ
- エレボス - 暗黒の神
- エロース - 恋心と性愛の神　別名:キューピット
- オーケアノス - 海の神
- オネイロス - 夢の神
- オルペウス／オルフェウス - 吟遊詩人
- ガイア - 原初の地母神、世界そのもの
- カイロス - 時間の神
- カオス - 混沌の神、神々の始祖
- カリス - 美と優雅を司る女神達
- カリテス - カリスの複数形
- キュクロープス／サイクロプス -単眼の巨人
- クレイオス - ティーターン族
- クロノス - ティターン族・農耕の神
- クロノス (時間の神) - 時間の神
- コイオス - ティーターン族
- ゼウス - 雷と天空を司る最高神
- セレネー - 月の女神
- タナトス - 死の神
- タルタロス／タルタロイ - 地獄・奈落の神
- テーテュース - 地下水の女神の母
- ディオニューソス - 豊穣とブドウ酒と酩酊の神
- ディオーネー - 天空の女神
- ティーターン - 古の神々
- テミス - 法・掟の女神
- デーメーテール - 穀物の栽培を人間に教えた神
- ニュクス - 夜の女神
- ネメシス - 義憤の女神
- ハーデース - 地下・豊穣・冥界の神
- パーン - 牧羊神
- ヒュプノス - 眠りの神
- ヒュペリーオーン - 太陽神・光明神
- プロメーテウス - 人に火を与えた神
- ヘカテー - 地母神
- ヘカトンケイル／ヘカトンケイレス - 三人の巨人
- ヘスティアー - 炉の女神
- ヘーパイストス - 炎・鍛冶の神
- ヘーベー - 青春の女神
- ヘーメラー - 昼の女神
- ヘーラー - 結婚・母性・貞節の女神
- ヘーリオス - 太陽神
- ペルセポネー／コレー - 春の女神・冥界の女王
- ヘルメース - 幸運と盗みと旅人の神
- ホーラー - 時間の女神
- ホーライ - ホーラーの複数形
  - エウノミアー
  - ディケー
  - エイレーネー
- ポセイドーン - 海洋の神
- ムーサ／ミューズ - 文芸を司る女神達
- ムーサイ - ムーサの複数形
- モイラ
  - クロートー
  - ラケシス
  - アトロポス - 運命の三女神
- モロス - 定業の神
- レアー - 大地の女神
- レートー

以下も参照。
ギリシア神話、半神、ティテュオス、ドリュアース、ニュンペー、ヒッポリュテー、プレイアデス
その他
⚫︎ アルケーの神（アペイロン）- 全宇宙と万物の神

### ローマ神話の神々
- アポロー ⇒ アポローン（「ギリシア神話の神々」）参照
- ウーラヌス／カイルス ⇒ ウーラノス（「ギリシア神話の神々」）参照
- ウゥルカーヌス - 火の神
- ウェスタ - 竈の女神・家庭の守護神
- ウェヌス - 愛と美の女神
- クピードー／キューピット - 愛の神
- ケレース - 豊穣神、地母神、地下神
- サートゥルヌス
- ソール - 太陽神
- ディアーナ - 狩猟、貞節、月の女神
- ネプトゥーヌス - 海神、馬の神
- バックス
- フォルトゥーナ
- プルートー
- プルートゥス ⇒ プルートス（「ギリシア神話の神々」）参照
- プロセルピナ
- マイア
- マールス - 戦神、農耕神
- ミネルウァ - 医学・知恵・工芸・魔術を司る女神
- メルクリウス
- ヤーヌス
- ユースティティア
- ユーノー
- ユーピテル - 最高神
- ラウェルナ
- ルーナ - 月の女神
- ルーミーナ

（詳細はローマ神話を参照）

### エトルリア人の神々
エトルリア人はイタリア半島中部の先住民族。（エトルリア神話）
- アルパン (エトルリア神話)（英語版）
- メンルヴァ（英語版）
- ネタンス
- ティニア（英語版）
- トゥラン (Turan) - 愛と活力の女神
- ユニ（英語版）
- ウォルトゥムナ

### サルデーニャ島の神々
サルデーニャ島は西地中海の島。（Sardinian Deities）
Sardinian deities, mainly referred to in the age of (Nuragici people), are partly derived from (Phoenicia)n ones.
- (Janas) - Goddesses of death
- (Maymon) - God of (Hades)
- (Panas) - Goddesses of reproduction (women dead in childbirth)
- (Thanit) - Goddess of Earth and fertility

### ダキア人の神々
ダキア人はダキア地方に住んでいたトラキア系の民族。（Dacian Deities）
- ザルモクシス（Zamolxis）
- （Gebeleizis）
- ベンディス（Bendis）
- (Derzelas) （英語版）
- (Dionysos)＝(ギリシア神話　トラキア人のディオニューソス　英語版)
- (Kotys)（英語版）
- (Pleistoros）(英語版)
- (Sabazios)（英語版）
- (Semele)＝(ギリシア神話　ディオニューソスの母、セメレー　英語版)
- (Seirenes)
- (Silenus)
- (Ispir)
- (Palty)

### ケルト神話の神々
ケルト人は中央アジアの草原から馬と車輪付きの乗り物を持ってヨーロッパに渡来したインド・ヨーロッパ語族ケルト語派の民族。（ケルト神話も参照）（Celtic pre-Christian Deities）
- アヌ
- アリアンロッド
- アルティオ（英語版） (Artio) - 熊の女神。
- エポナ- 馬・ロバ・ラバの神。
- エリウ - 戦いと豊穣の女神。
- オェングス（アンガス・マク・オグ）
- オグマ - 戦い・言語・霊感の神。
- グウィディオン
- クー・フーリン
- クルーニャ（英語版） (Creidhne) - ゴヴニュの息子で金属細工の神[6]。クレーニュとも。
- ケリドウェン - 月の女神、冥界の女神。
- ケルヌンノス - 狩猟の神・冥府神。
- ゴヴニュ - 工芸の神の一柱。
- スカアハ
- ダグザ
- ダヌ
- タラニス（英語版） - 雷神[7]。
- ディアン・ケヒト
- ヌアザ - 戦いの神、水に縁のある神。
- ネヴァン
- バンバ
- フィン・マックール
- ブリギッド
- ブレス
- ベリサマ
- ベレヌス - 光・火・治癒を司る神。
- ベンディゲイドブラン（英語版）（「祝福されたブラン」とも。Bendigeidfran） - 『マビノギオン』に登場するウェールズ王。その名前は「祝福されたカラス（またはワタリガラス）」を意味する[8]。
- ボアン（英語版） (Boann) - ボイン川の女神[9]。
- マッハ
- マナナン・マクリル
- ミァハ（英語版） (Miach) - ディアン・ケヒトの息子。父より優れた医術を持っていたため父に恐れられて殺される[10]。
- ミディール
- モリガン
- リル
- ルー - 太陽神。
- ルフタ

### 北欧神話の神々
詳細は北欧神話、北欧神話の固有名詞一覧を参照。
- イズン
- ヴァーリ - オーディンの息子。
- ヴィーザル
- ウル - 狩猟、弓術、スキー、決闘の神。
- エーギル - 海の神。
- エイル
- オーズ
- オーディン - 嵐の神・戦争と死の神・魔術の神。
- クヴァシル
- シヴ
- ソール - 太陽の女神。
- テュール - 軍神。
- トール - 主神・雷神・農耕神・戦神。
- ニョルズ - 海の神。
- ノルン - 運命の女神。複数形はノルニル。
  - ヴェルダンディ
  - ウルド
  - スクルド
- バルドル - 光の神。
- フォルセティ - 正義、平和、真実を司る神。
- ブラギ - 詩の神。
- フリッグ - 愛と結婚と豊穣の女神。
- フレイ - 豊穣の神。
- フレイヤ
- ヘイムダル - 光の神。
- ヘーニル
- ヘズ
- マーニ - 月神。
- ミーミル
- ユミル
- ヨルズ
- ロキ
  - フェンリル
  - ヘル - 冥界の女神。
  - ヨルムンガンド
- ヴァルキュリヤ（ワルキューレとも。北欧神話にみられるヴァルキュリヤの名前一覧も参照）

### オセティア・ナルト神話
詳細はナルト叙事詩を参照。
- ズーカウ（英語） - 最高神。万物の創造神。
- ハー(ロシア語) - 太陽神。
- サファ(ロシア語) - 武器、囲炉裏と契約の神。
- クルダレゴン - 天上の鍛冶師として知られる神。ナルトの協力者として複数の物語に登場して彼らを助ける。
- ワシラ(ロシア語) - 雷神。
- ガラゴン(ロシア語) - 風神。
- ドン・ベッテュル(英語)  - 海神。
- ガタカ(ロシア語) - 水神。
- ゼラセ - 海神ドン・ベッテュルの娘。
- アフサティ -野生動物の守護神。

### スラヴ神話の神々
スラヴ人は、中欧・東欧に居住し、インド・ヨーロッパ語族スラヴ語派に属する言語を話す諸民族集団。（スラヴ神話も参照）
- 東スラヴの神々
  - ヴォーロス／ヴェレス
  - スヴァローグ - 太陽神、火の精霊
  - ストリボーグ - 風神
  - セマルグル
  - ダジボーグ - 太陽神
  - ペルーン - 雷神
  - ホルス - 太陽神
  - モコシ
- 西スラヴの神々
  - スヴェントヴィト - 天神
  - チェルノボグ - 死神
  - トリグラフ
  - ヤロヴィト（ロシア語版） (Jarovit) - 豊穣神。南スラヴのヤリーロと同一起原と考えられている[11]。
- 南スラヴの神々
  - ドレカヴァク (Drekavac)
  - ベロボーグ
  - ヤリーロ - 植物、肥沃、春を司る神。

### バルト神話

#### ラトビア人の神々
ラトビア人はラトビア共和国の基本住民を形成する民族。（ラトビア神話も参照）
- アウセクリス (Auseklis) - 明星神。
- デークラ（ラトビア語版） (Dēkla) - 女神。かつては運命を司ると考えられていた[12]。
- ディエヴス（英語版） (Dievs) - 天空神[13]。
- ユミス（ラトビア語版） (Jumis) - 豊饒神[14]。
- カールタ（ラトビア語版） (Kārta) - 女神。かつては運命を司ると考えられていた[12]。
- ライマ（英語版） (Laima) - 運命の女神[12][15]。
- マーラ（英語版） (Māra) - 地母神[16]。
- メーネッス（ラトビア語版） (Mēness) - 月の神[17]。
- ペールクアンス (Pērkons)[13] - 雷神。
- サウレ (Saule) - 太陽の女神。
- ウースィンシュ（英語版） (Ūsiņš) - 光とミツバチの神。馬との結びつきも深く、この神を象徴する記号は太陽を運ぶ馬を表現している[18]。
- ヴェリュ・マーテ（ラトビア語版） (Veļu māte) - 祖霊母。

自然や祖霊を崇拝し、日本神道と似ているラトビア土着信仰「ラトビア神道」における主要な神々は約20柱いる。

#### リトアニアの神々
リトアニアは北ヨーロッパの国家。（リトアニアの宗教#信奉されていた神々とそれにまつわる神話、リトアニア神話も参照）
- ダーリア（英語版） (Dalia) - 運命の女神[19]。
- ディエヴァス（英語版） (Dievas) - 天空神[13]。
- ライマ（英語版） (Laima) - 運命の女神[20]。
- メーヌオ（リトアニア語版） (Menuo) - 月の神[21]。
- ペルクーナス (Perkūnas) - 雷神。
- プラアムジス (Praamžius)

#### 古代プロイセン、バルト海地方の神々
プロイセンはバルト海南東岸の地域。（プロイセン神話も参照）
- (Bangputtis)
- デイヴァス（英語版）[13] またはDeiwas[21] - 天空神[13]
- (Melletele)
- (Occupirn)
- (Perkunatete)
- (ペルクナス)
- (ピクラス)
- (パトリムパス)
- (Swaigstigr)

### フィンランド神話の神々
古フィンランドの宗教に関する文書はあまり残されていない上、神々の名前や崇拝の仕方に関していえば土地土地で異なっていた。次に示すのは、最重要かつ最も広範に崇拝されている神々の概略である。
- アハティ（英語版） - 川、湖、海の神。
- ロウヒ - 冥界の女神。
- ミエリッキ - タピオの妻。
- ペッコ（英語版） - 草原と農業を司る神もしくは女神（実際の性別は不明）。
- ペルケレ - 古代のフィン族あるいはエストニア人の神。
- ラウニ（英語版） - ウッコの妻。豊穣の女神。
- タピオ - 森と野生動物の神。
- ウッコ - 最高神。天と雷の神。

### バスク神話の神々
スペイン・フランスにまたがるバスク地方は、バスク語と共に独自の宗教観・神話を伝える。
- マリ（英語版、バスク語版） - 最高神とされる女神
- シュガール - 雷神
- ウルツィ（英語版、バスク語版） - 天空神
- エグスキ（英語版、バスク語版） - 太陽神
- イラスキ（バスク語版）、イラギ（英語版） - 月神

## アフリカ（エジプト以外）

### アカン族の神話
アカン族は、西アフリカの民族。（アカン人の宗教も参照）
- クワク・アナンセ
- ブレキリフヌアデ

### アカンバ族の神話
アカンバ族は、ケニアの先住民族。
- アサ (Asa)

### アシャンティの神話
アシャンティは、かつてガーナにあった王国。（アカン人の宗教も参照）
- アナンシ
- アサセ・ヤ（英語版）
- ビア (Bia）
- オニャンコポン

### コンゴの神話
- ンザンビ

### イボ神話
イボ人は、ナイジェリアの民族。（Ibo mythologyも参照）
- (Aha Njoku)
- (Ala)
- (Chukwu)

### ズールー族の神々
ズールー族は、南アフリカの民族。（Zulu mythologyも参照）
- (Mamlambo)
- (Mbaba Mwana Waresa)
- (uKqili)
- (Umvelinqangi)
- (Unkulunkulu)

### ブションゴ族の神話
（Bushongo mythology）
- ボマジ（英語版）
- ムボンボ (ブンバ)（英語版）

### ダホメ神話
ダホメ（ダオメともいう）は、17世紀から19世紀にかけて西アフリカにあった王国。（Dahomey mythologyも参照）
- (Agé)
- (Ayaba)
- ダ (Da)
- (Gbadu)
- (Gleti)
- (Gu)
- リサ (Lisa)
- ロコ (Loko)
- マウ (Mawu)
- サクパタ (Sakpata)
- ソグボ (Sogbo)
- セヴィオソ (Xevioso)
- (Zinsi)
- (Zinsu)

### ディンカ族の神話
ディンカ族は、北アフリカの民族。（Dinka mythologyも参照）
- アブク (Abuk)
- (Denka)
- (Juok)
- ニャリッチ (Nyalitch)

### エフィク族の神話
(Efik mythology)
- アバッシ (Abassi)
- アタイ (Atai)

### ウルホボ族の神話
(Isoko mythology)
- (Cghene)

### コイコイ人の神話
コイコイ人は、南アフリカの民族。「ホッテントット」と呼ばれた。（Khoikhoi mythologyも参照）
- (Gamab)
- (Heitsi-eibib)
- (Tsui'goab)
- ウティホ（英語版） (Utixo) - ティクア (Tiqua) とも。天空神。キリスト教の宣教師が聖書の神を表す名として用いた。

### サン人の神話
サン人は、南アフリカの民族。「ブッシュマン」と呼ばれた。（サン人の宗教も参照）
- カグン（英語版）（Cagn。カアング (Kaang)、カッゲン (Kaggen) とも） - 太陽神、創造神
- コティ (Coti) - カグンの妻
- ガウナブ (Gaunab) - 疫病神、死神
- ヘイツィ・エイビブ (Heitsi-Eibib) - 文化英雄
- ツイ・ゴアブ (Tsui'goab) - 天空神、雷神
- クー（英語版） (!Xu) - 慈悲の神、全能の神

### トゥンブカ族の神話
トゥンブカ族は、マラウイ北部、ザンビア東部、タンザニア南部に住む民族。（Tumbuka mythologyも参照）
- チウタ (Chiuta) - 全能の神

### ドゴン族の神話
ドゴン族はマリ共和国に住む民族。（ドゴン族の神話も参照）
- アンマ (Amma)
- ノンモ (Nonmo)
- ユルグ (Yurugu)

### ピグミー族の神々
ピグミーは中部アフリカ各地で暮らす民族。（Pygmy mythologyも参照）
- アレバティ (Arebati)
- （Khonvoum）
- トレ (Tore)

### ヨルバ族の神話
ヨルバ族は、ナイジェリアの民族。（Yoruba mythology、Orishaも参照）
- アジャ (Aja)
- アジェ (Aje)
- エグングン・オヤ (Egungun-oya)
- エシュ (Eshu)
- オバ (Oba)
- オバタラ (Obatala)
- オドゥドゥア (Odudua)
- オロドゥマレ (Oloddumare)
- オロクン (Olokun)
- オロルン (Olorun)
- オルンミラ（Orunmila)
- (Oschun)
- オシュンマレ (Oshunmare)
- オヤ（Oya)
- シャクパナ (Shakpana)
- シャンゴ (Shango)
- ヤンサン (Yansan)
- イェマジャ (Yemaja)

### ルグバラ族の神話
(Lugbara mythology)
- アドロア (Adroa)
- アドロアンジ (Adroanzi)

### ロトゥコ族の神話
（Lotuko mythology）
- アジョク (Ajok)

## アメリカ大陸

### メソアメリカ

#### アステカ神話の神々
アステカは北アメリカ大陸のメキシコ中央部に栄えたメソアメリカ文明の国家（アステカ神話も参照）。
- イツトラコリウキ - 霜の神
- ウィシュトシワトル - 塩の女神
- ウィツィロポチトリ - 太陽神・軍神・狩猟神
- ウェウェコヨトル - 音楽・ダンスの神
- エエカトル - 風の神
- オメテオトル／オメテクトリ／オメシワトル - 創造神
- オポチトリ - 狩猟と釣りの神
- ケツァルコアトル - 文化神・農耕神
- コアトリクエ - 地母神
- コヨルシャウキ - 星の神
- シペ・トテック - 穀物神
- ショロトル - 金星の神
- シワコアトル - 地母神
- センテオトル／シンテオトル - トウモロコシの神
- チコメコアトル - トウモロコシと豊穣の女神
- チャルチウィトリクエ - 水の神
- チャンティコ - かまどと火山の火の女神
- テスカトリポカ - 創造神・悪魔
- テペヨロトル - 地震・山彦・ジャガーの神
- トナカテクトリ - 食物の創造者にして分配者
- トナティウ - 太陽神
- トラウィスカルパンテクートリ - 破壊神
- トラソルテオトル - 大地・愛欲の女神
- トラロック - 雨・稲妻の神
- マヤウェル - リュウゼツランの女神、パテカトルの妻
- ミクトランシワトル - 死神
- ミクトランテクートリ - 死神
- ウェウェテオトル（Huehueteotl） - 古き神
- イラマテクウトリ（Ilamatecuhtli） - 大地と死と銀河の女神
- イツパパロトル（Itzpapalotl） - 農耕の女神、 ツイツイミトル（Tzitzimitl）の女王
- イシュトリルトン（Ixtlilton） - 癒しと祝祭とゲームの神
- マクイルショチトル（Macuilxochitl） - 音楽と踊りの神
- メツトリ（Metztli） - 月の神
- ナナワツィン（Nanauatzin） - 卑しき神
- パテカトル（Patecatl） - 酒の神、薬の神
- パイナル（Painal） - ウィツィロポチトリの伝令
- テクシステカトル（Tecciztecatl） - 古き月の神
- トシ（Toci） - 大地の女神
- シロネン（Xilonen） - 若いトウモロコシの実の女神
- シウテクトリ（Xiuhtecuhtli） - 死の中の生命を司る神
- ショチケツアル（Xochiquetzal） - 花、肥沃、ゲーム、ダンス、農業、職人、売春婦、および妊婦の女神
- ショチピリ（Xochipilli） - 花の神、狩猟の神、祝祭と若いトウモロコシの神
- ヤカテクトリ（Yacatecuhtli） - 商人の神、旅人の守護神

#### マヤ神話の神々
マヤ文明はメキシコ南東部、グアテマラ、ベリーズなどの地域を中心に栄えた文明。（詳細はマヤ神話、en:List of Maya gods and supernatural beingsを参照）
- ア・プチ
- イシュタム - 自殺の女神。
- イシュ・チェル - 月の女神。
- イシュバランケー - ジャガーの神。
- イツァムナー - 知識の神。
- カウイル (Kauil) - 稲妻、火、王朝の始祖に関連づけられる神。「シェルハス（ドイツ語版）の神々 (英: Schellhas gods)」においては神Kに分類されている[24]。スペインによる征服後は「ボロン・ザカブ」[25]（ボロン・ツァカブ (Bolon tza cab) とも）と呼ばれた。
- カマソッソ - 蝙蝠の悪神。
- キニチ・アハウ - 太陽神。
- ククルカン - 羽の生えた蛇の神。
- チャク - 雨の神。
- バカブ - 4つの方角の神。
- フナブ・クー - 創造神。
- フラカン - 創造神。
- フンアフプー
- フン・カメーとヴクブ・カメー
- フン・フンアフプー
- ユム・カアシュ - トウモロコシの神。

### 北アメリカ
アメリカ大陸のインディアン（ネイティブ・アメリカン）たちは、「大いなる神秘」という概念を共有している。これは部族によって呼び名は違うが、森羅万象を包み込む「真理」であり、万物の中心である。あらゆる神々、精霊もすべてこの「偉大なる神秘」のもとにあるが、「偉大なる神秘」そのものは神でも精霊でもない。

#### アベナキ族の神話
アベナキ族は北米、バーモント州のインディアン部族。（Abenaki)）
- (Azeban) - (trickster)
- (Bmola) - (bird) spirit
- (Gluskap) - kind protector of humanity
- (Malsumis) - cruel, evil god
- (Tabaldak) - the creator

#### エスキモー・イヌイットの神話
エスキモーはカナダ・アラスカの極北に暮らす狩猟民族。（Inuit mythology）
- アイパルーヴィク（Aipaloovik） - 海の邪神、死と破壊を司る
- イガルク（Igaluk） - 月の神
- テュロク（Tulok） - イガルクの宿敵、敗れて星となる
- セドナ（Sedna） - 地母神であり海の女神
- トーンガルスク（Torngarsuk）
- ナヌーク（Nanook） - 熊の神
- ネリビック（Nerrivik） - セドナの別名
- ピンガ（Pinga） - 狩猟の女神
- マリナ（Malina） - 太陽の女神

#### グアラニー族の神話
グアラニー族は、中南米のインディオ。（Guarani mythology）
- （Abaangui）
- （Jurupari）

#### クリーク族の神話
クリーク族は、アメリカ南東部とオクラホマのインディアン部族、ムスコギー族のこと。（Creek mythology）
- （Hisagita-imisi）

#### クワキウトル族の神話
クワキウトル族は、カナダ西海岸部のインディアン部族。（Kwakiutl mythology）
- （Kewkwaxa'we）

#### サリシ族の神々
サリシ族は、カナダのインディアン部族で、西海岸の漁猟部族。（Salish mythology）
- （Amotken）

#### チペワ族の神話
チペワ族は、アメリカのミネソタに住むインディアン部族。（Chippewa mythology）
- ナナボーゾ（Nanabozho） - トリックスター。
- （Sint Holo）
- ウェミクス（Wemicus）

#### ハイダ族の神話
ハイダ族は、カナダのインディアン部族で、西海岸の漁猟民族。（Haida mythology）
- （Gyhldeptis）
- （Lagua）
- （Nankil'slas）
- （Sin）
- （Ta'axet）
- （Tia）

#### ヒューロン族の神話
ヒューロンは、北アメリカ大陸北部の、オンタリオ湖周辺やヒューロン湖周辺などに居住するインディアン部族で、ワイアンドット族のこと。（Huron mythology）
- （Iosheka）

#### ポーニー族の神々
ポーニー族は、アメリカ中西部平原のインディアン部族。（Pawnee mythology）
- アティラ (Atira) - 大地母神。
- パー (Pah) - 月の神。
- シャクラ (Shakuru) - 太陽神。
- ティラワ (Tirawa) - 創造神。19世紀末までは、人身御供を捧げられた。

#### ホピ族の神話
ホピはアメリカ・アリゾナ州に暮らすインディアンで、彼らの宗教観はニューエイジなど現代の文化に影響を与えている。（Hopi mythology）
- アホリ（Aholi）
- （Angwusnasomtaka）
- ココペリ（Kokopelli） - 収穫の神
- （Koyangwuti）
- （Muyingwa）
- タイオワ (Taiowa） - 原初の創造神
- （Toho）
- See also カチーナ（kachina）

#### イロコイ族の神話
イロコイはアメリカ合衆国とカナダの間にあるインディアン国家。合衆国憲法の元となった仕組みを持っている。（Iroquois mythology）
- （Adekagagwaa）
- （Gaol）
- （Gendenwitha）
- （Gohone）
- （Hahgwehdaetgan）
- （Hahgwehdiyu）
- （Onatha）

#### スー族の神話
スー族は、アメリカの大平原に住むインディアン部族。（Lakota mythology）
- ワカンタンカ - 宇宙の真理。神、精霊ではない。
- インヤン - 石の精霊。
- マカ - 母なる大地の精霊。
- スカン - 空の精霊。
- ウィ - 太陽の精霊。（Wi）
- ハンウィ - 月の精霊。ウィの妻。
- タテ - 風の精霊。
- ウォペ - ウィとハンウィの娘。偉大なる仲介者。（Whope）
- イヤ - 邪悪の精霊。
- ワズィヤ - 地下に棲む「オールド・マン」
- ワカンカ - 魔女。
- アヌング・イテ - ワズィヤとワカンカの娘。二つの顔を持つ。
- ハオカー - 雷の精霊。
- イクトミ - 蜘蛛の精霊。トリックスター。

#### ナバホ族の神話
ナバホ族は、アメリカ南西部に住むインディアン部族。プエブロ族神話を原典に持つ。（Navaho mythology）
- （Ahsonnutli）
- （Bikeh Hozho）
- （Estanatelhi）
- （Glispa）
- （Hasteoltoi）
- ハストシェホガン（Hastshehogan）
- トネニリ（Tonenili）
- ツォハノアイ（Tsohanoai）
- ヨルカイ・エスツァン（Yolkai Estasan）

#### ズニ族の神々
ズニ族は、アメリカ南西部のインディアン部族。定住農耕民。（Zuni mythology）
- アポヤン・タチュ（Apoyan Tachi）
- アウィテリン・ツィタ（Awitelin Tsta）
- アウォナウィロナ（Awonawilona）
- ココペリ（Kokopelli）

#### セネカ族の神々
セネカ族は、インディアンのイロコイ連邦の6部族のひとつ。（Seneca mythology）
- （Eagentci）
- （Hagones）
- （Hawenniyo）
- （Kaakwha）

### 南アメリカ

#### インカ神話の神々
インカ帝国は南アメリカのペルーを中心に存在し、インカ人は現在も伝統を伝えている。（インカ神話参照）
- アマル (Amaru) - 竜神
- アポカテクイル（Apocatequil） - 稲妻の神
- アプ（Apu） - 山の神
- チャスカ（Chasca） - 夜明け、夕暮れ、金星の女神
- チュイチュ (Chuychu) - 虹の神
- コニラヤ (Coniraya) - 創造神の一柱、月の神
- エッケコ（Ekkeko） - 家庭と富の神
- ワカ（Huaca） - 神的存在
- ワリャリョ・カルウィンチョ (Huallallo Carhuincho) - 創造神の一柱、火の神
- イヤーパ（Illapa） - 天候の神
- インティ (Inti) - 太陽神
- コン（Kon） - インティとママ・キリャの息子。
- ママ・アルパ（Mama Allpa） - 豊穣と収穫の女神
- ママ・コチャ（Mama Cocha） - 海と魚の神
- パチャママ (Pachamama) - 竜の姿をした沃土の女神
- ママ・キリャ（Mama Quilla） - 月の女神
- ママ・ザラ（Mama Zara） - 穀物の女神、ザラママ（Zaramama）ともいう。
- マンコ・カパック (Manqu Qhapaq)
- パチャカマック (Pachacamac) - 創造の神
- パリアカカ (Pariacaca,) - 創造神の一柱、水の神
- スーパイ（Supay） - 死の神
- ウルカグアリー（Urcaguary） - 金属と宝石の神
- ウルクチレイ（Urcuchillay） - 動物の保護神
- ビラコチャ (Viracocha) - 文明の創造者
- ヤナムカ・トゥタニャムカ (Yanamca Tutañamca) - 創造神の一柱

## オーストラリア・オセアニア

### アボリジニーの神話
アボリジニーは、オーストラリアの先住民族。（Australian Aborigine mythology）
- （Altjira）
- バイアメ（Baiame）
- バマパナ（Bamapana）
- （Banaitja）
- ボッビ・ボッビ（Bobbi-bobbi）
- ブンジル（Bunjil）
- ダラムルム（Daramulum）
- ディルガ（Dilga）
- ジャンガウル（Djanggawul）
- エインガナ (Eingana)
- ガレル（Galeru）
- （Gnowee）
- （Kidili）
- クナピピ（Kunapipi）
- ジュルングル（Julunggul）
- マンガル・クンジェル・クンジャ（Mangar-kunjer-kunja）
- （Numakulla）
- （Pundjel）
- ウランジ（Ulanji）
- ワロ(Walo)
- ワワラグ（Wawalag）
- ウリウプラニリ（Wuriupranili）
- ユルルングル (Yurlungur)

### ポリネシアの神話
ポリネシアは、オセアニアの海洋部の区分の一つ。（Polynesian mythology）
- アテア (Atea)
- イナ (Ina)
- タンガロア、タガロア、タアロア、カナロア (Tangaloa, Tangaroa, Tagaloa, Ta'aroa, Kanaloa)
- カーネ・ミロハイ (Kane Milohai)
- カマプアア
- タネ・マフタ
- トゥナ
- ハウメア
- マウイ
- パパトゥアヌク (Papatuanuku)
- ペレ
- ランギヌイ (Ranginui)
- ロンゴ (Rongo)

## その他

### クトゥルフ神話
明確に創作物であるクトゥルフ神話の神々が、神を紹介するときに持ち出されることがある。
- 外なる神
- 旧支配者
- 旧神
- 地球本来の神々

### ムー大陸
※ムー大陸の神一覧
- 太陽神ラ・ムー
- ラナヤナ（7頭の蛇神）

### 宇宙
宇宙を治めている神あるいはサイエンス・ファンタジーの話でとあるその惑星または異世界の宇宙の神の事。
- 宇宙神